# Mangonel

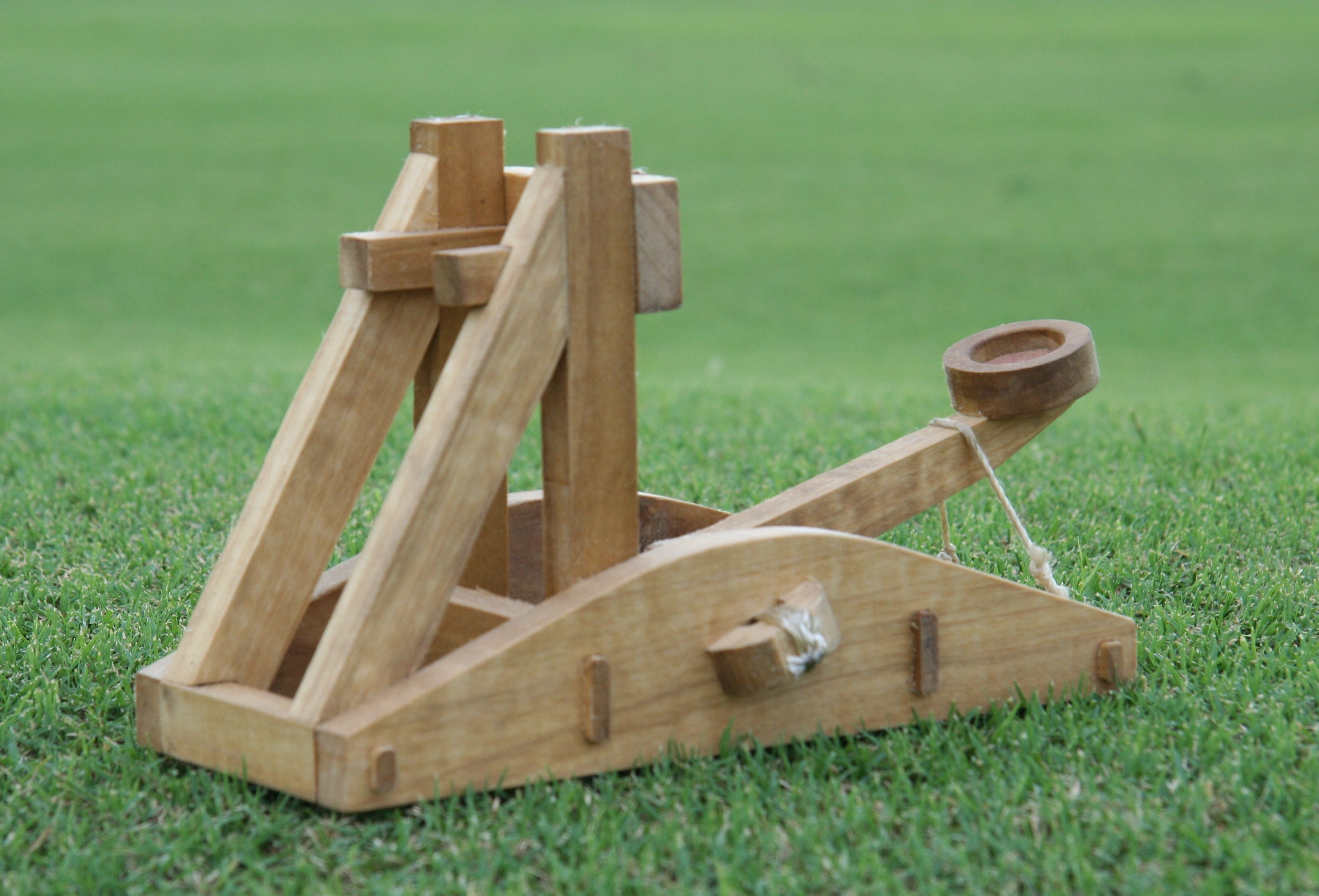
Modell einer Mangonel mit einer Geschossschale

Die Mangonel oder Mange war eine manövrierbare mittelalterliche Wurf- bzw. Katapultmaschine.

## Name
Das Wort Mangonel kommt aus dem Altgriechischen manganon und bedeutet in etwa „Werkzeug/Maschine des Krieges“.

## Benutzung

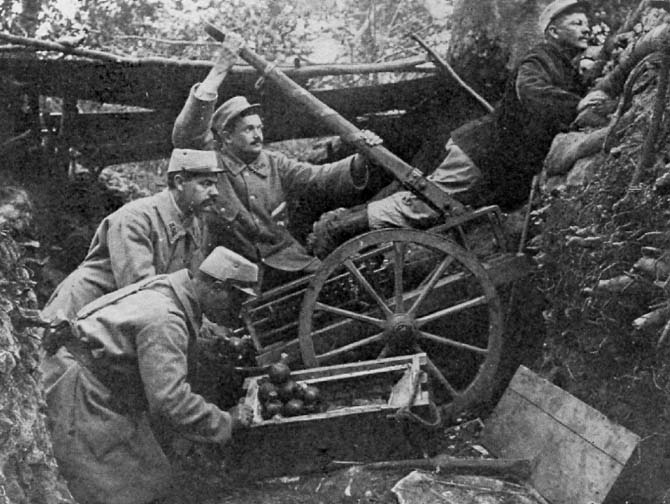
Französische Soldaten mit einer Mangonel in einem Schützengraben

Sie funktionierte wie ein einarmiges Torsionsgeschütz, was bedeutet, dass ihre Energie sich in den verdrehten Seilen im unteren Bereich der Maschine speicherte. Der Wurfarm wurde mittels einer Seilwinde nach hinten gezogen und gespannt. In die Geschossschale am Ende des Armes wurden meist kleinere Felsbrocken oder brennbare Materialien, wie heiße Tonkugeln, mit Griechischem Feuer gefüllte Gefäße etc. gelegt.
Der Aufbau ähnelt dem schon früher eingesetzten Onager („Wilder Esel“). Es gab sie sowohl mit Schleuderseil, als auch mit einem Löffel als Geschossschale. In Variationen wurde sie auch noch im Ersten Weltkrieg zum Werfen von Handgranaten genutzt.

## Geschichte

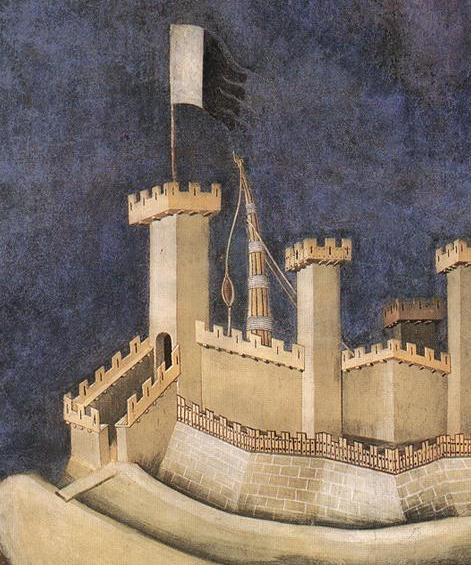
Mittelalterliche Darstellung einer Mangonel innerhalb einer Burg

Die Mangonel war im frühen Mittelalter als Katapult gebräuchlich. Sie war eine kleinere Artilleriewaffe, vor allem um weniger stark befestigte Siedlungen anzugreifen oder sie mit brennbaren Materialien in Brand zu stecken. Bei Angriffen auf eine Feste war sie vor allem wegen ihrer Manövrierbarkeit und ihrer im Vergleich zum Trebuchet hohen Mobilität gefragt. Allerdings war die Präzision des Geschosses kleiner als bei einem Trebuchet oder einer Balliste. Die Mangonel wurde seit der Erfindung des Schießpulvers seltener eingesetzt.